# Frank Marshall Jiménez
Francisco José Marshall Jiménez (San Ramón, 12 de marzo de 1924 - San José, 2 de noviembre de 1994), más conocido como Frank Marshall fue un político y militar costarricense. Ejerció diversos cargos públicos incluyendo el de Jefe de Estado Mayor durante el gobierno de facto de la Junta Fundadora de la Segunda República, diputado de la Asamblea Legislativa y ministro de Seguridad.

## Biografía
Marshall Jiménez nació en San Ramón, el 12 de marzo de 1924, hijo del geólogo estadounidense George Marshall Carpenter y de la aristócrata Emilia Jiménez Guardia, perteneciente a una familia de clase alta que cuenta con varios militares y políticos destacados incluyendo el bisabuelo de Marshall y Benemérito de la Patria, don Tomás Guardia Gutiérrez. Contrajo nupcias con Olga Montealegre, también perteneciente a la alta sociedad costarricense.
Su padre trabajaba como agente de una empresa minera que explotaba minas en Nicaragua y murió asesinado por agentes sandinistas al mando del líder revolucionario nicaragüense Augusto César Sandino. Su madre se casó en segundas nupcias con Ricardo Steinvorth, nacido en Costa Rica pero hijo de inmigrantes alemanes, quien adoptó y crio a Marshall como su propio hijo.
Marshall recibió por medio de su padrastro la nacionalidad alemana y en 1936 es enviado a estudiar a un rígido internado alemán en Hannover justo en tiempos del auge del Tercer Reich. Marshall fue miembro de la Juventud Hitleriana, pero regresa a Costa Rica en cuanto inicia la Segunda Guerra Mundial. Se graduó de ingeniero en la Universidad de Costa Rica.
En 1940 el presidente Rafael Calderón Guardia declara la guerra a Alemania por lo que se persigue a la población de origen alemán, italiano y japonés, cuyas propiedades son confiscadas y son recluidos en un campo de concentración localizado frente al entonces Mercado de Mayoreo en la Avenida San Martín. El padrastro de Marshall es enviado a Estados Unidos como prisionero pero es liberado al probarse su nacionalidad costarricense de nacimiento.
A partir de entonces Marshall sería un férreo opositor del gobierno de Calderón Guardia y participará en los movimientos políticos y armados de la oposición. Al estallar la Guerra Civil en 1948 Marshall fue un entusiasta participante militar que luchó al lado de otros personajes como José Figueres Ferrer y Edgar Cardona Quirós en el Ejército de Liberación Nacional. Por su fiereza como militar fue apodado “el diablo rubio”.
Terminada la guerra con el bando anticalderonista victorioso, Marshall fue nombrado por Cardona (entonces Ministro de Seguridad) como Jefe de Estado Mayor. Figueres Ferrer aboliría el ejército costarricense ante la oposición de Cardona quien intentó un fallido golpe de Estado conocido popularmente como “el Cardonazo”, al cual se opuso. El intento de golpe no tuvo éxito, por lo que el ejército sería definitivamente abolido.
Marshall también serviría militarmente en el intento de reinvasión realizado por fuerzas calderonistas y somocistas en 1955, la cual fue exitosamente repelida comandando el llamado “Batallón de la Unión Cívica Revolucionaria” (que entonces operaba como una fuerza paramilitar).
Sería diputado en dos ocasiones mediante su propio partido la Unión Cívica Revolucionaria pero apoyaría al Partido Liberación Nacional de Pepe Figueres en las elecciones de 1962 pactando un año antes para apoyar la candidatura del liberacionista "Chico" Orlich e impedir la reelección de su odiado enemigo Calderón Guardia. Tras el triunfo de Orlich, sería nombrado Ministro de Seguridad y durante su gestión logró terminar los conflictos limítrofes con Anastasio Somoza Debayle.
Durante la administración de Luis Alberto Monge en que fuerzas sandinistas rebeldes a Somoza invadían el territorio costarricense Marshall organizó la llamada “Unión Patriótica” que servía como grupo paramilitar de extrema derecha anticomunista y antisandinista y que se puso “al servicio” de Monge.

## Fallecimiento
Falleció por una enfermedad coronaria en San José, el 2 de noviembre de 1994 a los 70 años de edad. Se encuentra enterrado en el Cementerio General de San José.

## Literatura
- Guillermo Villegas Hoffmeister: El cardonazo, San José, Costa Rica (Casa Gráfica) 1986.
- Guillermo Villegas Hoffmeister: La guerra de Figueres. Crónica de ocho años, San José, C.R. (EUNED, Ed. Univ. Estatal a Distancia) 1998. ISBN 9977-64-968-5